# Chiauci
Chiauci là một đô thị ở tỉnh Isernia trong vùng Molise, có cự ly khoảng 25 km về phía tây bắc của Campobasso và khoảng 15 km về phía đông bắc của Isernia. Tại thời điểm ngày 31 tháng 12 năm 2004, đô thị này có dân số 273 và diện tích là 15,7 km².
Chiauci giáp các đô thị: Civitanova del Sannio, Pescolanciano, Pietrabbondante, Sessano del Molise.